# Matthew Russell (triathlon)
Pour les articles homonymes, voir Russell.
Matthew John Russell, né le 19 mars 1983 à Lisbon dans l'État de New York, est un triathlète professionnel américain, vainqueur sur triathlon Ironman.

## Palmarès
Le tableau présente les résultats les plus significatifs (podium) obtenus sur le circuit international de triathlon depuis 2012,.
| Année                  | Compétition                   | Pays               | Position           | Temps           |
| ---------------------- | ----------------------------- | ------------------ | ------------------ | --------------- |
| 2019                   | Ironman Chattanooga           | États-Unis         | Médaille d'argent  | 8 h 31 min 49 s |
| Ironman USA            | États-Unis                    | Médaille d'or      | 8 h 27 min 57 s    |                 |
| 2018                   | Ironman Chattanooga           | États-Unis         | Médaille d'argent  | 7 h 21 min 55 s |
| Ironman Mont Tremblant | Canada                        | Médaille de bronze | 8 h 25 min 14 s    |                 |
| Ironman Canada         | Canada                        | Médaille de bronze | 8 h 45 min 33 s    |                 |
| 2017                   | Ironman 70.3 Chattanooga 70.3 | États-Unis         | Médaille d'or      | 3 h 57 min 35 s |
| Ironman 70.3 Eagleman  | États-Unis                    | Médaille de bronze | 3 h 58 min 51 s    |                 |
| 2016                   | Ironman 70.3 Raleigh          | États-Unis         | Médaille d'or      | 3 h 52 min 34 s |
| 2016                   | Ironman Texas                 | États-Unis         | Médaille d'argent  | 7 h 21 min 56 s |
| 2016                   | Ironman Mexique               | Mexique            | Médaille d'argent  | 8 h 4 min 24 s  |
| 2015                   | Ironman Mexique               | Mexique            | Médaille d'argent  | 8 h 14 min 10 s |
| 2014                   | Ironman Texas                 | États-Unis         | Médaille d'argent  | Timing          |
| 2013                   | Ironman Canada                | Canada             | Médaille d'argent  | 8 h 45 min 15 s |
| 2012                   | Ironman Canada                | Canada             | Médaille d'or      | 8 h 48 min 30 s |
| 2012                   | Ironman Mont-Tremblant        | États-Unis         | Médaille de bronze | Timing          |